# Bobby Finke
Robert "Bobby" Finke (Tampa, 6 de novembro de 1999) é um nadador norte-americano. Robert ganhou uma medalha de ouro pelos Estados Unidos nos Jogos Olímpicos de Verão de 2020 na categoria de 800 metros livres masculino. Competiu na categoria de 1500 metros livres masculino no Campeonato Mundial de Esportes Aquáticos de 2017.